# شريان سحائي خلفي
الشِّرْيانُ السِّحائِيُّ الخَلْفِيّ(بالإنجليزية: Posterior meningeal artery)‏، هو أكبر وعاء دموي يغذي منطقة الجافية في الحُفْرَةُ الخَلْفِيَّة، وعادة ما يتفرع عن الشريان البلعومي الصاعد، على الرغم من أنه قد يتفرع عن شرايين أخرى مثل الشريان القذالي. يدخل الشريان أو فروعه إلى الجمجمة عن طريق الثقبة الوداجية، الثُّقْبَةُ العُظْمَى أو نفق تحت اللسان.